# Дидух, Яков Петрович
Яков Петрович Дидух (7 мая 1948, Городок, Ровенская область) — украинский геоботаник и эколог, академик Национальной академии наук Украины (2018), профессор (1999), доктор биологических наук (1988), лауреат государственной премии Украины в области науки и техники (2013) и премии НАН Украины имени Н. Г. Холодного (1994), заслуженный деятель науки и техники Украины (2008). Заведующий отделом геоботаники и экологии Института ботаники им. М. Г. Холодного НАН Украины, профессор кафедры экологии естественного факультета Национального университета «Киево-Могилянская Академия». Автор более 350 научных трудов, в том числе 17 монографий.

## Биография
В 1972 году окончил кафедру ботаники биологического факультета Киевского университета, после чего поступил в аспирантуру в Институт ботаники имени Н. Г. Холодного НАН Украины. Впоследствии работал в отделе геоботаники этого учреждения. В 1978 году защитил кандидатскую диссертацию на тему «Флора Ялтинского горно-лесного государственного заповедника, её структурно-сравнительный анализ и научные вопросы охраны» под руководством Ю. P. Шеляг-Сосонко. В 1988 году защитил докторскую диссертацию на тему «Дифференциация фитосистем Горного Крыма и научные основы её охраны». В 1989 г. возглавил отдел экологии фитосистем Института ботаники. С 1989 по 1996 и с 2002 по 2003 гг. являлся заместителем директора этого института. Одновременно с этим с 1992 года преподаёт в Национальном университете «Киево-Могилянская академия». В течение 2003—2008 годов — директор Института ботаники НАН Украины. С 2012 года возглавляет объединённый отдел геоботаники и экологии этого учреждения.